# Wolfenreith (Gemeinde Bergern im Dunkelsteinerwald)
Wolfenreith ist eine Ortschaft und Katastralgemeinde in der Gemeinde Bergern im Dunkelsteinerwald in Niederösterreich.

## Geografie
Das Dorf befindet sich südlich von Schenkenbrunn an einem nach Osten flach fallenden Hang. Es ist über die Landesstraße L7118 erreichbar. Am 1. Jänner 2024 zählte die Ortschaft 88 Einwohner.

## Geschichte
Laut Adressbuch von Österreich waren im Jahr 1938 in Wolfenreith ein Gemischtwarenhändler mit Gastwirtschaft und mehrere Landwirte ansässig.

## Persönlichkeiten
- Franz Thürauer (* 1953), Komponist, Musikpädagoge und Kirchenmusiker, wurde in Wolfenreith geboren